# هرم مايو
يُعد هرم مايو (بالإسبانية Pirámide de Mayo) أوّلَ نصبٍ تِذْكاري وطني تم بناؤُه في مدينة بوينس آيرس الأرجنتينية. شُيِّدَ سنة 1811 في ذكرى الاحتفال الأولى بثورة مايو.صمّمه النَحّات الفرنسي جوزيف دوبوردي.

## التجديد

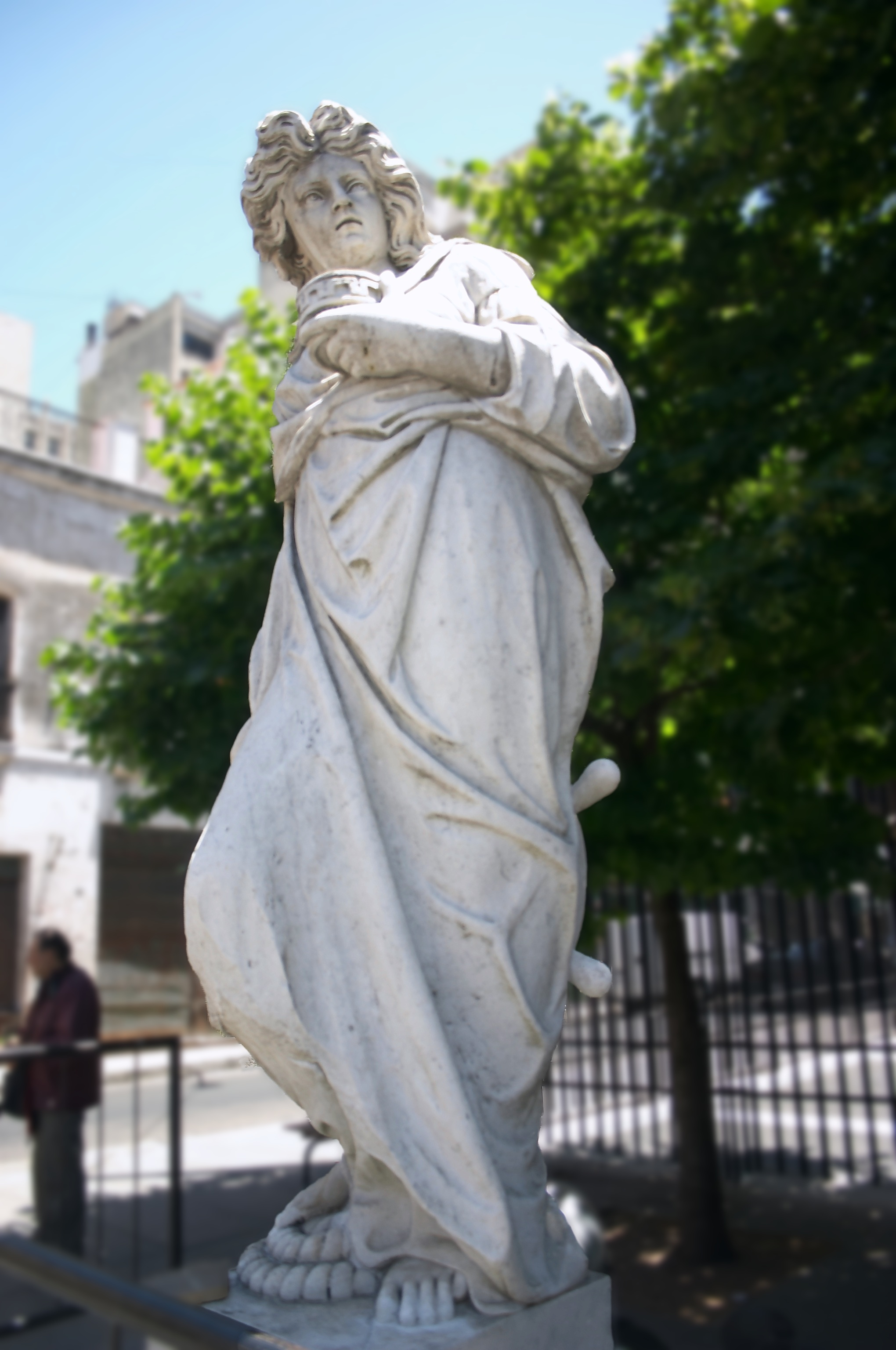
تنقل

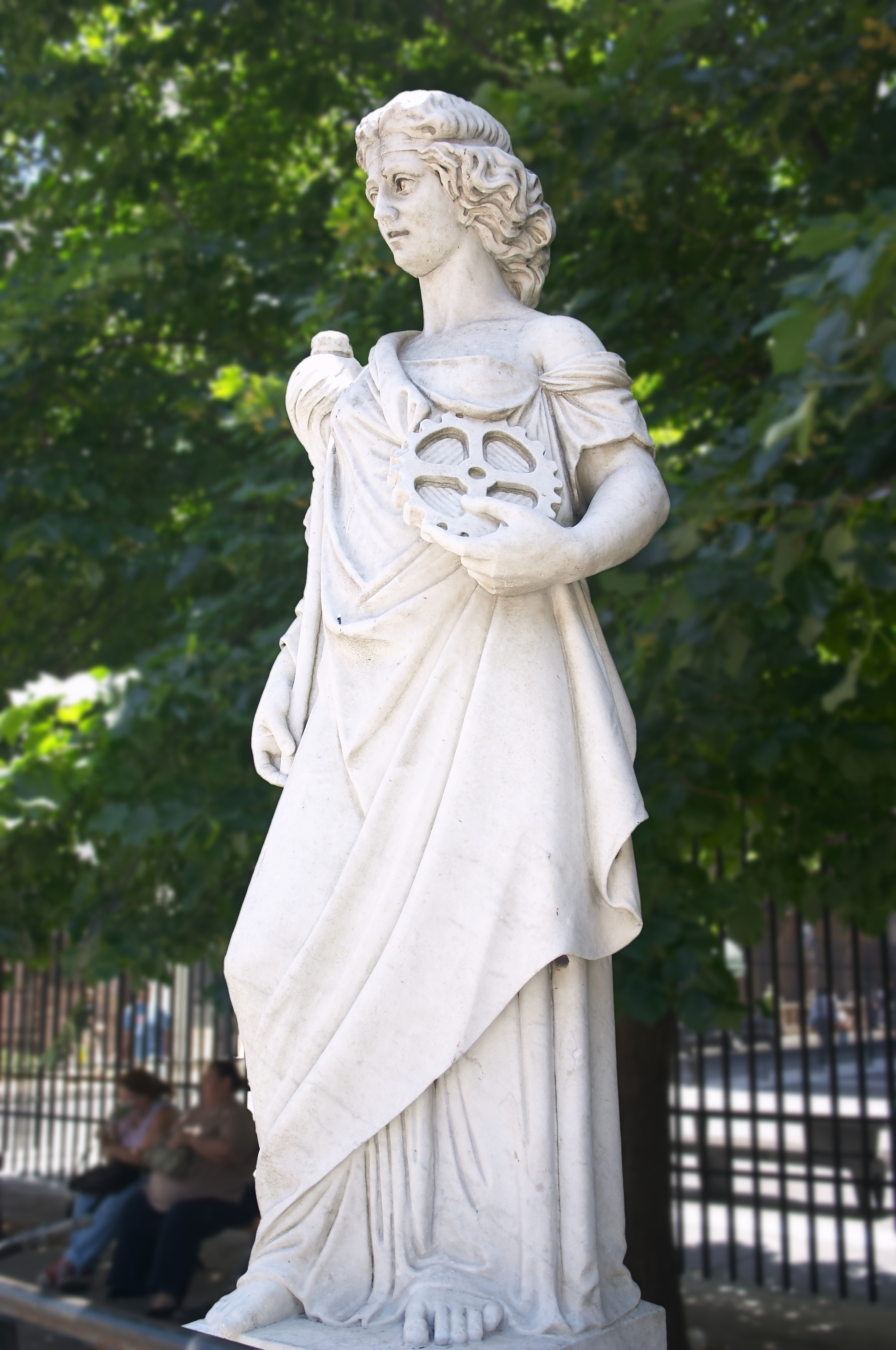
صناعة

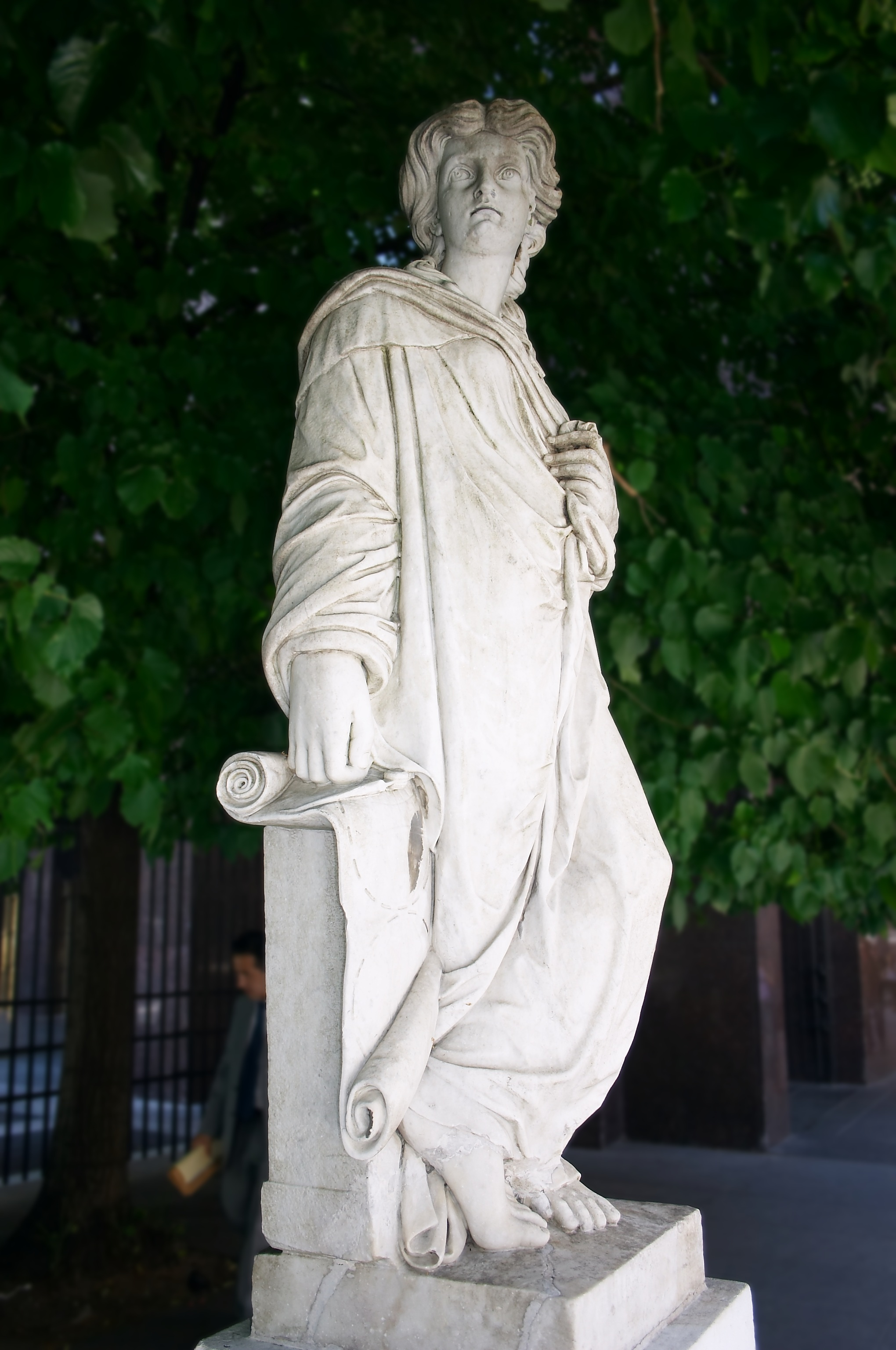
جغرافيا

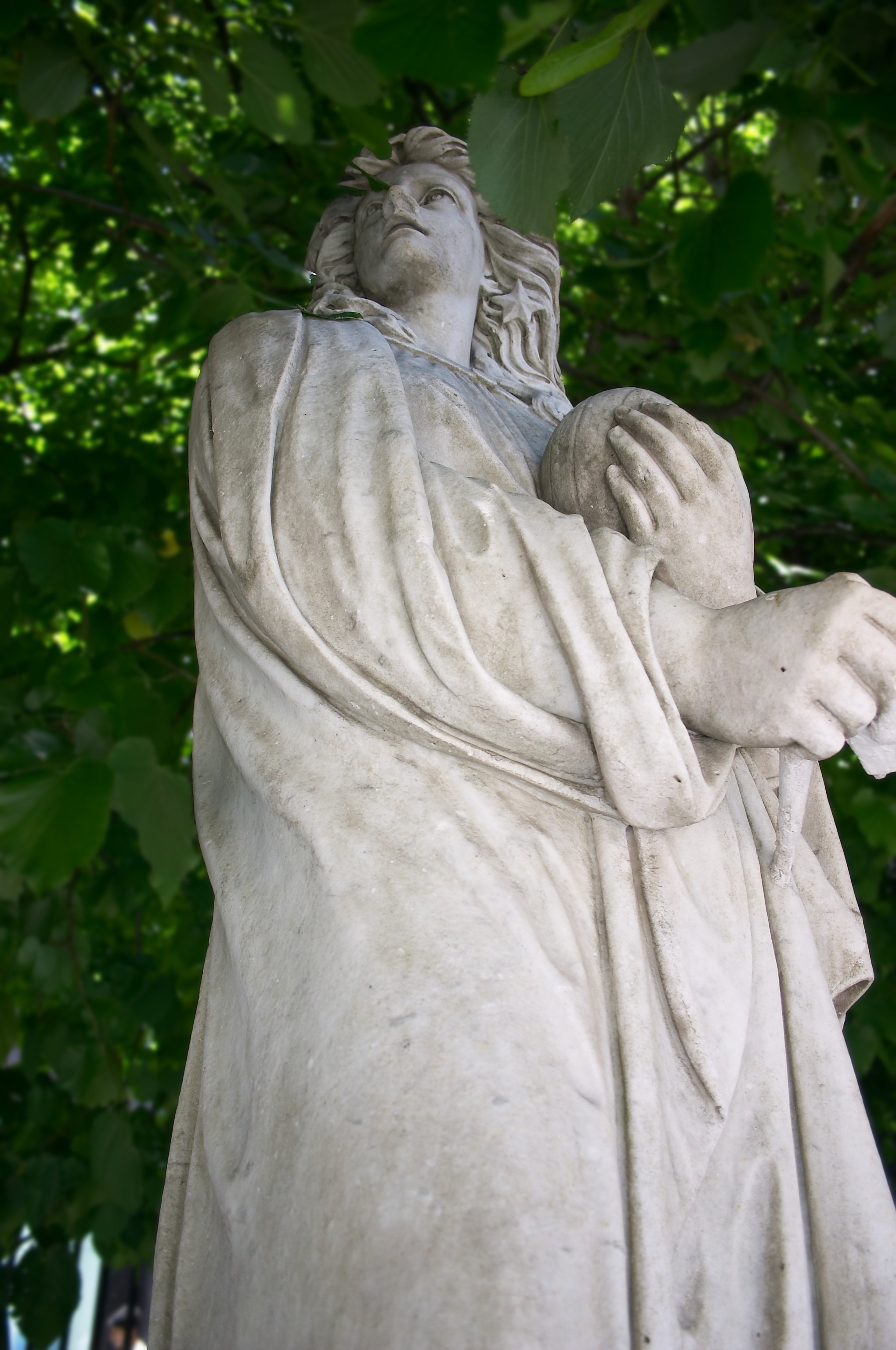
فلك

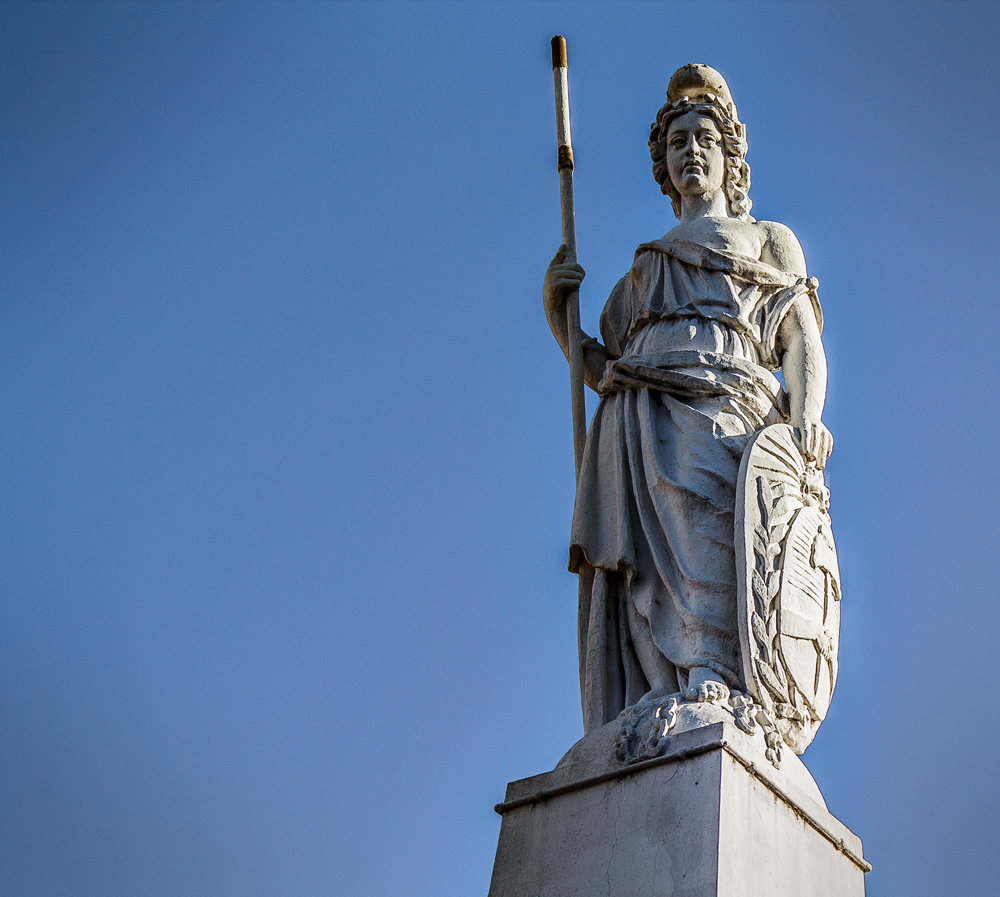
تمثال الحرية يعلو فوق هرم مايو خلال الافتتاح في عام 1856